# آزيدوسيلين

مركب آزيدوسيلين

آزيدوسيلين (بالإنجليزية: Azidocillin)‏ هو مضاد حيوي من زمرة البنسيلينات شبيه بالامبيسيلين.

## الصيغة الكيميائية
C 16 H 17 N 5 O 4 S

## الاستعمال
للعلاج من عدوى (الجهاز التنفسي، الجهاز الهضمي، التهاب المسالك البولية والتهاب السحايا) وذلك بسبب الايكولاي، P. mirabilis، المعوية، الشغيلة، والسالمونيلا التيفية S. أخرى، nonpenicillinase المنتجة gononhoeae N.، النزلية H.، العنقوديات، العقديات.

## آلية العمل
عن طريق الارتباط مع بروتينات ربط البنسلين (PBPs) محددة، الواقعة داخل جدار الخلية البكتيرية، ويعمل على تثبيط المرحلة الثالثة والأخيرة من مراحل اصطناع جدار الخلية البكتيرية. يتم انحلال الخلية بعد ذلك عن طريق أنزيمات الانحلال الذاتي في جدار الخلية مثل autolysins، فمن الممكن أن آزيدوسيلين يعمل على تثبيط ال autolysins.